# Allez les Verts!
Allez les Verts! (en francés: ¡Adelante los verdes!), oficialmente Les Supporters -  Allez les Verts!, es una canción escrita por Jacques Bulostin dit Monty en 1976. Homenaje a las hazañas del club de fútbol de la comuna francesa Saint-Étienne, el Association Sportive de Saint-Étienne (ASSE), que finalmente se convertiría en el himno del club..

## Contexto
En medio de los años 1970, el AS Saint-Étienne se sitúa en la cima. Dominan el campeonato con nueve títulos (más cinco Copas de Francia), los Stéphanois (gentilicio por el pasado minero de la región) realizan buenos papeles también en Europa. En 1975, llegan en semifinales de la Copa de Europa de Clubes Campeones, la más prestigiosa competición entre clubes del continente (C1, ancestro de la actual Liga de Campeones de la UEFA).
Esto inspira a su autor, Monty, quien a pesar de ser originario de la Región de Centro-Valle de Loira, le dedica la canción al equipo.

## Melodía
Aparecida justo cuando la ola disco se preparaba para desaparecer, Allez les Verts! cuenta con varias marcas propias de esta época. La canción abre y cierra con un clamor de los seguidores, dándole un toque más vivo. Los coros, ritmos de aplausos, el bajo y la guitarra "psicodélica", dan muestra de ello.

## Legado
El concepto de canción de seguidores se ha replicado, especialmente con el equipo nacional (Allez les Bleus!). La composición de Monty fue retomada algunos meses después de su publicación por el trompettiste Jean-Claude Borelly.
Debido a la gran popularidad de la canción en la región de Saint-Etienne, los niños a menudo aprenden la letra de la canción a una edad muy temprana, a veces en la escuela. Algunos puedan recitar versos sin estar necesariamente interesados en el fútbol, o incluso nunca haber puesto un pie en el estadio Geoffroy-Guichard. 
La canción tuvo eco en el país. Interlocutores de otras regiones conocen bien el coro y lo cantan espontáneamente: Allez! Qui c'est les plus forts? Évidemment, c'est les Verts!"
El 25 de septiembre de 2010, día del centenario del derbi ródano-alpino, la escuadra verde ocupaba el primer lugar de la Ligue 1 mientras el Olympique de Lyon, su rival de derbi, el puesto 17. Con ocasión de la fecha, el diario L'Equipe sacó una tirada con el título «Qui c'est les plus forts? ». Al día siguiente, celebrando la primera victoria del Saint-Étienne sobre el Olympique de Lyon en 16 años, el periódico respondió «Obviamente, los Verdes».